# Valle del Marcadau
La Valle del Marcadau (in francese Vallée du Marcadau) è una valle glaciale dei Pirenei, situata nei pressi del comune di Cauterets; la valle fa parte del parco nazionale dei Pirenei, è attraversata dal Gave du Marcadau ed offre una grande varietà di flora, con alcune specie di piante endemiche della zona pirenaica.

## Descrizione

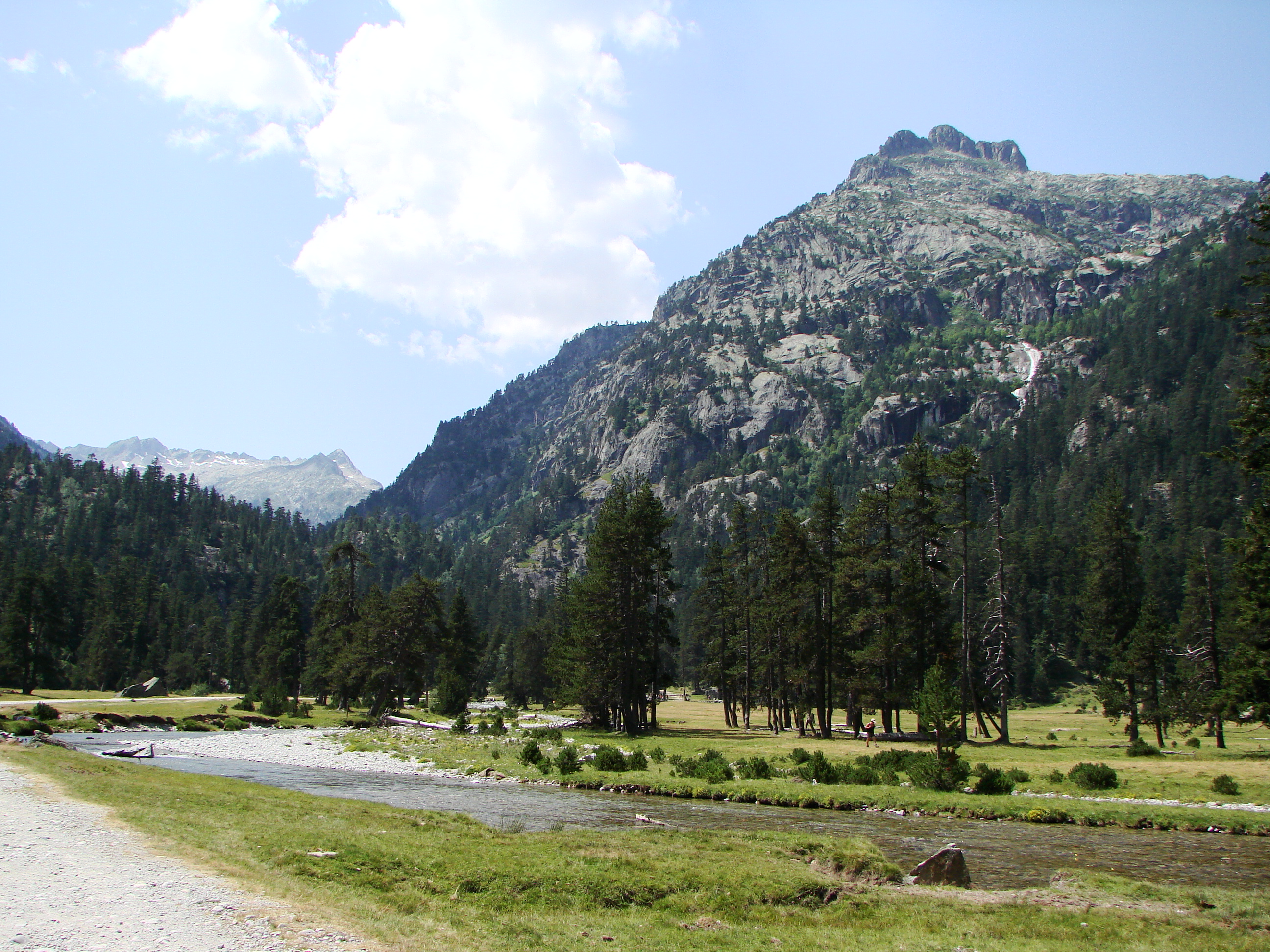
Veduta della valle

La valle prende il nome dal port du Marcadau, un passo di montagna, che in dialetto guascone significa luogo del mercato: in effetti il passo si trova in una zona di confine tra Spagna e Francia, utilizzata, in passato, come luogo di scambio di merci tra gli abitanti di Cauterets, sul versante francese e quelli di Panticosa, sul versante spagnolo. La valle nasce dal circo del Marcadau ed ha una lunghezza di circa sette kilometri: termina poi nei pressi del Pont d'Espagne, nel punto in cui il Gave de Marcadau incontra il Gave de Gaube, per formare il Gave de Jéret. La parte alta della valle, dove è anche situato il rifugio Wallon, è stretta e boscosa, mentre quella bassa è più larga e dalle pareti meno accidentate: è questa zona che durante il periodo estivo è meta di pascoli da parte di mandrie di mucche.
La Valle del Mercadau costituisce insieme al Lago di Gaube, al centro termale di Cauterets ed al Pont d'Espagne un importante sito turistico, anche dal punto di vista naturalistico: per preservalo dagli alti livelli di inquinamento la strada carrozzabile che l'attraversava è stata chiusa ed è quindi percorribile a piedi e raggiungibile tramite un sistema di funivia e seggiovia; sviluppato anche il turismo invernale, soprattutto per lo sci di fondo.
La protezione della flora e le propizie condizioni climatiche, hanno favorito la crescita di alcune piante endemiche come una specie di Eryngium, chiamata Eryngium bourgati, una specie di Potentilla, chiamata Potentilla alchimilloides e una specie di Campanula, chiamata Campanula raineri: si tratta comunque di piante della zona subalpina, che necessitano di un suolo acido. La fauna invece è costituita prevalentemente da insetti quali calabroni, formiche e farfalle.